# Ниченко, Игорь Григорьевич
Игорь Григорьевич Ниченко (укр. Ігор Григорович Ніченко; 18 апреля 1971, Херсон, Украинская ССР, СССР) — советский и украинский футболист, нападающий.

## Карьера
Воспитанник Херсонской ДЮСШ № 1 (тренер — Василий Кравченко).
В 14 лет перебрался повышать своё мастерство в Республиканский спортинтернат (г. Киев). После окончания которого его тренер Виталий Хмельницкий порекомендовал молодого форварда в дублирующий состав киевского «Динамо» своему коллеге Виктору Колотову.
Профессиональную карьеру начал в городе Хмельницкий в 1989 году в команде второй лиги чемпионата СССР «Подолье». По итогам сезона вместе с Сергеем Ковальцом стал лучшим бомбардиром хмельницкой команды (у обоих игроков — по 11 голов).
В 1990 году перешёл в «Металлист», но вскоре перебрался в свой родной город Херсон. После хорошего старта в «Кристалле» в Первой Лиге был подписан контракт с ФК «Кривбасс» в конце 1992 года. В «Кривбассе» он установил рекорд забитых голов за сезон (12), тогда Ниченко занял третье место среди лучших бомбардиров украинского чемпионата.
В 1994 году перебрался в Венгрию, где зарекомендовал себя как забивной форвард. Дважды становился чемпионом Венгрии и лучшим бомбардиром венгерского чемпионата.
В 2014 году продолжает обучение в киевском Центре лицензирования тренеров и одновременно работает в тренерском штабе ФК «Дьёр». С 2015 года — главный тренер венгерского клуба «Ясберень»

## Достижения

### Командные
- Чемпион Венгрии (2): 1995/1996, 1999/2000
- Серебряный призёр чемпионатов Венгрии (2): 1997/1998, 2000/2001
- Бронзовый призёр чемпионата Венгрии 1996/1997
- Финалист кубка Украины: 1992

### Личные
- Лучший футболист чемпионатов Венгрии (Toldi-vándordíj): 1996, 1997.
- Лучший бомбардир чемпионата Венгрии 1995/1996 — 18 мячей.
- Лучший бомбардир «Кривбасса» в высшей лиге чемпионата Украины — 24 забитых мяча.
- Рекордсмен «Кривбасса» по забитым мячам за сезон 1992/1993 — 12 забитых мячей.
- Член Клуба Олега Блохина: 141 забитый мяч[4].